# Kõduküla
Kõduküla – wieś w Estonii, w prowincji Tartu, w gminie Elva.